# Strela-2
9K32 "Strela-2" (tiếng Nga 9К32 "Стрела-2", ký hiệu của NATO SA-7 "Grail") là một tên lửa phòng không vác vai, tương tự như loại FIM-43 Redeye của Hoa Kỳ. Loại tên lửa này có điều khiển, sử dụng hệ dẫn hướng hồng ngoại bị động.
Strela 2 là thế hệ đầu của loại tên lửa vác vai Liên Xô, nó được đưa vào trang bị vào khoảng năm 1968. Mặc dù Strela 2 bị hạn chế về tầm bắn, tốc độ và độ cao, nhưng nó rất gọn nhẹ (có thể vác trên vai bộ binh), rất thích hợp cho tác chiến du kích. Nó rất hữu hiệu khi đối phó với các mục tiêu bay thấp như máy bay ném bom bổ nhào, máy bay vận tải hoặc trực thăng, hay chí ít có thể buộc các phi công của đối phương phải bay cao hơn tầm hoạt động hiệu quả của nó, điều này làm tăng khả năng của việc phát hiện bằng ra đa và dễ bị tấn công bởi các hệ thống phòng không khác.
Cho tới thời điểm 2020, sau 50 năm được chế tạo, Strela-2 vẫn tiếp tục được sử dụng bởi một số quân đội, lực lượng quân sự. Strela-2 hiện đang giữ thành tích bắn hạ nhiều máy bay nhất trong số các tổ hợp tên lửa phòng không vác vai trên thế giới, hơn cả loại FIM-92 Stinger của Mỹ.

## Lịch sử phát triển
Sự kết thúc của Chiến tranh Thế giới thứ hai đã dẫn đến một sự thay đổi lớn trong hoc thuyết quân sự của Liên Xô. Sự xuất hiện của các máy bay ném bom tầm xa, độ cao lớn, mang theo vũ khí hạt nhân của Mỹ có khả năng xâm nhập không phận Liên Xô ở độ cao và tốc độ mà các khẩu pháo phòng không và hầu hết các máy bay tiêm kích không thể đạt tới, dường như đã khiến mọi vũ khí thông thường trở nên lỗi thời ngay lập tức. Hàng loạt hệ thống tên lửa đất đối không (SAM) tầm xa, độ cao lớn, như S-25 Berkut và S-75 Dvina, đã được phát triển nhanh chóng và triển khai để khắc phục điểm yếu lớn này. Tuy nhiên, do sự xuất hiện của các loại vũ khí thông thường dường như đã lỗi thời, việc phát triển các hệ thống phòng không chiến trường di động tương đối ít được chú trọng.
Hướng đi này đã sớm thay đổi khi Chiến tranh Triều Tiên bùng nổ. Là một cuộc xung đột truyền thống, cuộc chiến đã chứng minh rằng vũ khí hạt nhân không phải là yếu tố quyết định tất cả trong chiến tranh. Để đối phó với lực lượng không quân Mỹ hiện đại và mạnh mẽ, mang theo các loại vũ khí phi hạt nhân, Liên Xô đã đầu tư mạnh mẽ vào một hệ thống phòng không đa tầng, bao gồm nhiều hệ thống SAM di động mới, để bao phủ mọi độ cao và bảo vệ lực lượng mặt đất. Học thuyết mới này đưa ra năm yêu cầu:
- Hệ thống phòng không khu vực tầm trung đến cao dành cho cấp phương diện quân: 9K8 Krug (mã NATO định danh SA-4 "Ganef")
- Hệ thống phòng không khu vực tầm thấp đến trung dành cho cấp quân đoàn: 3K9 Kub (mã NATO định danh SA-6 "Gainful")
- Hệ thống phòng không tầm thấp, ngắn dành cho cấp sư đoàn: 9K33 Osa (mã NATO định danh SA-8 "Gecko")
- Hệ thống phòng khổng dẫn đường bằng radar cấp trung đoàn: ZSU-23-4 "Shilka" và hệ thống tên lửa tầm ngắn 9K31 Strela-1 (NATO định danh SA-9 "Gaskin")
- Hệ thống tên lửa vác vai cấp tiểu đoàn: 9K32 Strela-2 (NATO định danh SA-7 "Grail")

Ban đầu, cả Strela-1 và Strela-2 đều được thiết kế để trở thành các hệ thống vác vai. Tuy nhiên, do Strela-2 được chứng minh là một thiết bị gọn nhẹ hơn, vai trò của Strela-1 đã được thay đổi. SA-9 với tầm bắn và hiệu năng tăng cường, hỗ trợ tốt hơn cho ZSU-23-4 trong vai trò phòng không trung đoàn.

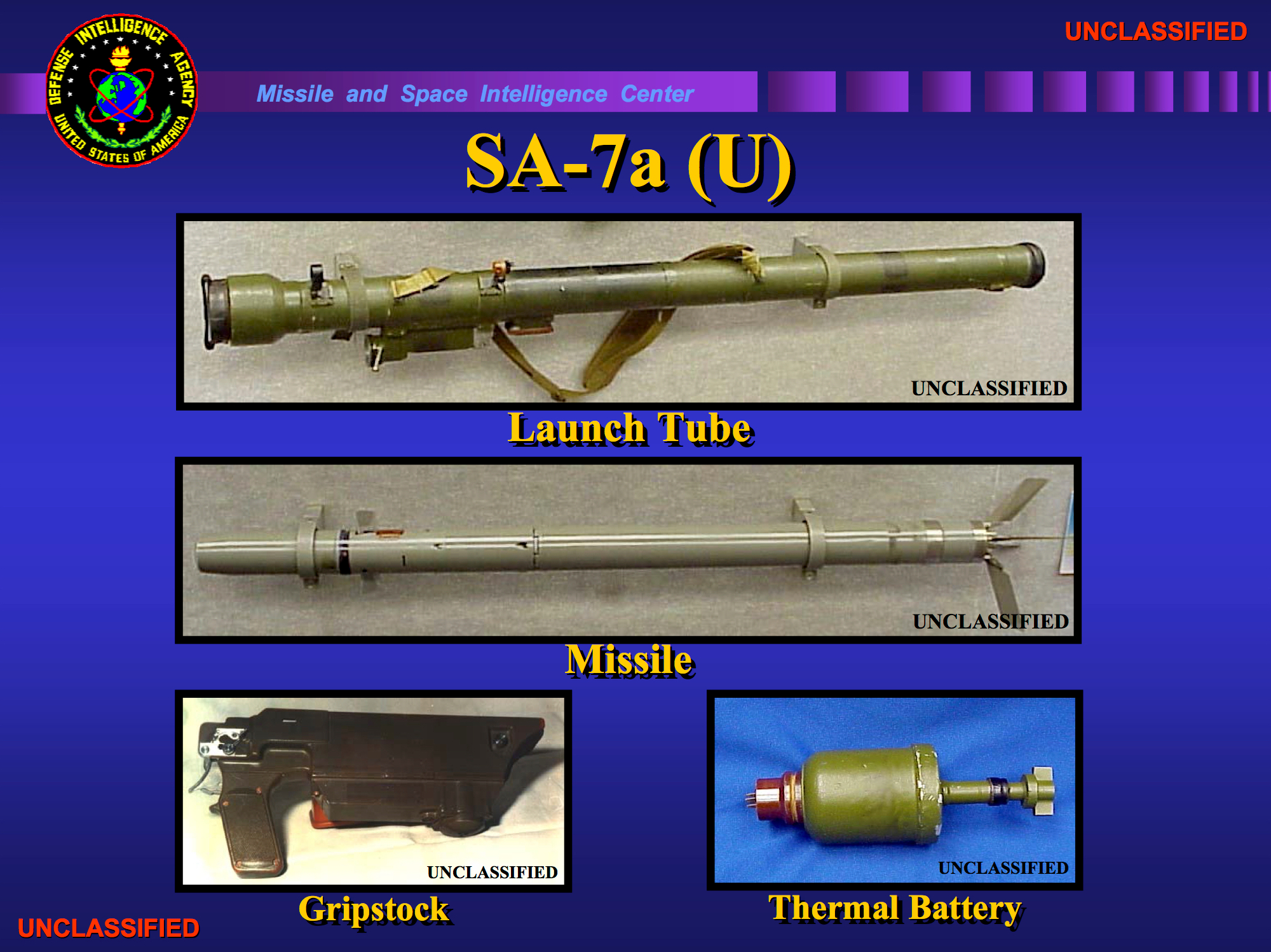
Các thành phần của SA-7a. Có thể dễ dàng nhận biết bởi báng cầm hình vuông.

Khi việc phát triển bắt đầu tại OKB Turopov (sau này đổi tên thành Kolomna), các thông tin chi tiết về thiết kế của FIM-43 Redeye của Mỹ đã được tiết lộ. Mặc dù không phải là một của kỹ thuật đảo ngược, thiết kế của Strela trong nhiều khía cạnh đã vay mượn đáng kể từ Redeye, hệ thống đã được phát triển trước đó vài năm.
Do nền tảng kỹ thuật của Liên Xô tương đối thô sơ, việc phát triển kéo dài và nảy sinh nhiều vấn đề, đặc biệt trong việc thiết kế đầu dò và tên lửa đủ nhỏ gọn. Cuối cùng, các nhà thiết kế đã chấp nhận sử dụng một đầu dò đơn giản hơn so với Redeye, cho phép phiên bản đầu tiên, 9K32 "Strela-2" (Bộ Quốc phòng Mỹ định danh SA-7A, tên lửa 9M32) được đưa vào sử dụng năm 1968, chậm hơn 5 năm so với kế hoạch. Vào thời điểm đó, một chuyên gia mô tả nó như "sản phẩm xuất khẩu hàng đầu của Nga".

### Cải tiến
Biến thể đầu tiên của Strela-2 tồn tại nhiều hạn chế, bao gồm khả năng chỉ tấn công được các mục tiêu di chuyển ở tốc độ thấp, độ cao thấp, và chỉ khi tiếp cận từ phía sau. Hệ thống này cũng gặp khó khăn trong việc dẫn đường, đặc biệt là khi bị ảnh hưởng bởi các nguồn bức xạ hồng ngoại tự nhiên hoặc nhân tạo trong môi trường. Ngay cả khi tên lửa bắn trúng mục tiêu, hiệu quả tiêu diệt thường không đạt yêu cầu, đặc biệt khi đối đầu với máy bay phản lực, do tên lửa thường chỉ bắn trúng phần miệng phun phía sau động cơ, nơi đầu đạn nhỏ không gây đủ thiệt hại cho động cơ.
Nhằm khắc phục các nhược điểm trên, vào năm 1968, hai phiên bản cải tiến đã được phát triển: 9K32M "Strela-2M" (SA-7b) để thay thế bản gốc và một dự án dài hạn hơn mang tên Strela-3.

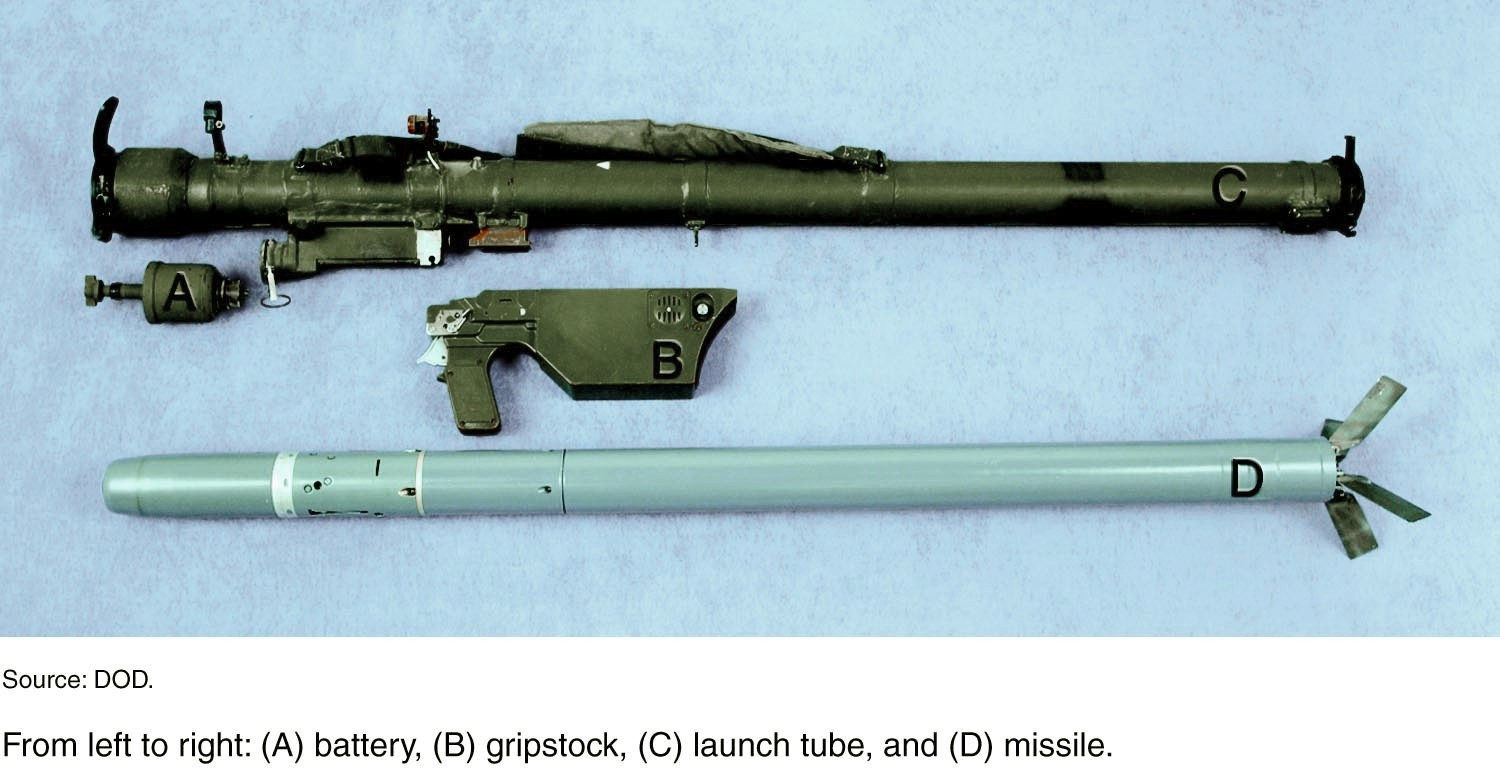
Các thành phần của biến thể phổ biến nhất, 9K32M Strela-2M/SA-7b

Strela-2M, với những cải tiến tương đối nhỏ, đã nhanh chóng hoàn thiện và được đưa vào sử dụng vào năm 1970. Biến thể này thay thế hoàn toàn Strela-2 trong các dây chuyền sản xuất. Những cải tiến chính tập trung vào việc mở rộng phạm vi hoạt động:
Tăng lực đẩy của chất đẩy giúp mở rộng tầm bắn từ 3,4 đến 4,2 km (2,1 đến 2,6 mi) và trần bay từ 1,5 đến 2,3 km (0,93 đến 1,43 mi)
Cải thiện logic dẫn đường và điều khiển, cho phép tấn công trực thăng và máy bay cánh quạt ở tốc độ tối đa 150 m/s (490 ft/s; 340 mph)
Tăng tốc độ tối đa của các mục tiêu đang di chuyển từ 220 đến 260 m/s (720 đến 850 ft/s; 490 đến 580 mph)
Cải tiến báng cầm giúp thao tác bắn nhanh gọn hơn, chỉ cần một lần bóp cò để kích hoạt tên lửa thay vì nhiều bước thao tác phức tạp.
Mặc dù các nguồn thông tin ban đầu từ phương Tây cho rằng Strela-2M có đầu đạn cải tiến, nhưng thực tế vẫn giữ nguyên khối lượng 1,17 kg (2,6 lb) (bao gồm 370 gam (13 oz) TNT) như bản gốc. Đầu đạn này vẫn được sử dụng trên hầu hết các biến thể của 9K38 Igla. Để tăng cường khả năng tiêu diệt, các hệ thống sau này đã thêm các chất nổ mạnh hơn, cải tiến ngòi nổ, và các thiết kế nổ phụ để tận dụng nhiên liệu còn sót lại, nhưng thiết kế ban đầu của Strela-2 vẫn được giữ nguyên.
Đầu dò của Strela-2M chỉ được cải thiện nhỏ nhằm tăng khả năng phân biệt mục tiêu so với bức xạ nền. Một số nguồn tin cho rằng độ nhạy của đầu dò đã được nâng cao. Tuy nhiên, trong thực tế, các mồi bẫy hồng ngoại (flares) vẫn chứng minh hiệu quả cao trong việc đối phó với cả hai biến thể.
Đầu dò của Strela-2M chủ yếu hoạt động dựa trên việc phát hiện bức xạ hồng ngoại từ các bề mặt rất nóng, thường là từ phần bên trong của miệng phun phản lực. Điều này chỉ cho phép tấn công mục tiêu từ phía sau, khiến hệ thống này được gọi là "vũ khí trả thù," vì nó phải "đuổi theo" máy bay sau khi chúng đã vượt qua vị trí bắn.
Strela-2M cũng được trang bị trên các tàu chiến của khối Warsaw; sử dụng bệ phóng bốn ống và được đặt tên mã NATO là SA-N-5 "Grail".

## Mô tả
Hệ thống phóng tên lửa bao gồm ống phóng màu xanh lá cây chứa tên lửa, báng cầm, và một pin nhiệt hình trụ. Dù ống phóng có thể tái sử dụng tại các kho hậu cần, tên lửa được cung cấp cho các đơn vị chiến đấu kèm theo ống phóng sẵn sàng. Mỗi ống phóng có thể tái nạp tối đa năm lần.

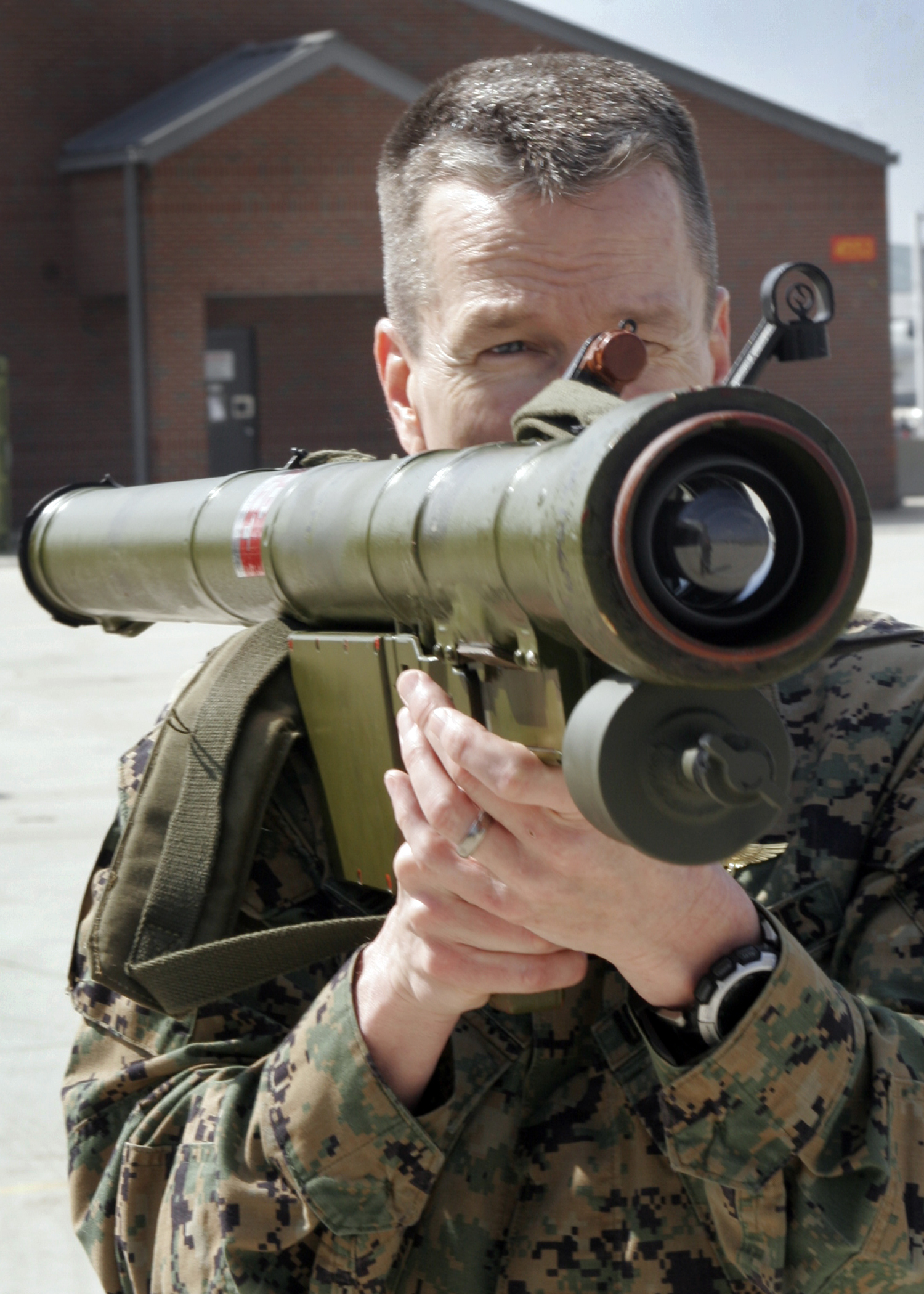
Một hệ thống Strela đang được nhắm mục tiêu, với thấu kính của đầu dò rõ ràng

Khi đối mặt với các mục tiêu di chuyển chậm hoặc bay xa dần, xạ thủ sử dụng kính ngắm trên ống phóng để theo dõi mục tiêu, đồng thời bóp nhẹ cò súng. Hành động này mở khóa đầu dò, cho phép nó theo dõi tín hiệu mục tiêu. Nếu tín hiệu hồng ngoại từ mục tiêu đủ mạnh và có thể được theo dõi, đèn báo hiệu sáng lên kèm theo âm thanh cảnh báo. Sau đó, xạ thủ bóp cò hoàn toàn và ngay lập tức thực hiện các điều chỉnh về góc dẫn hướng và độ cao. Phương pháp này gọi là chế độ bắn thủ công. Trong khi đó, chế độ tự động – được sử dụng cho mục tiêu di chuyển nhanh – cho phép xạ thủ bóp cò hoàn toàn trong một lần và thực hiện các điều chỉnh ngay lập tức. Hệ thống sẽ tự động phóng tên lửa nếu phát hiện tín hiệu đủ mạnh.
Theo nhà sản xuất, thời gian phản ứng từ khi mang tên lửa trên lưng đến khi phóng là 13 giây, nhưng điều này đòi hỏi xạ thủ được đào tạo kỹ lưỡng. Khi đã đặt hệ thống lên vai, tháo các nắp bảo vệ và mở kính ngắm, thời gian phản ứng từ khi nhận lệnh phóng đến khi khai hỏa giảm xuống còn 6–10 giây, tùy thuộc vào kỹ năng của xạ thủ và độ khó của mục tiêu.
Sau khi kích hoạt nguồn điện cho các thiết bị của tên lửa, xạ thủ đợi nguồn điện ổn định và các con quay hồi chuyển hoạt động, rồi nhắm mục tiêu qua kính ngắm của ống phóng. Khi bóp cò trên báng cầm, hệ thống sẽ kích hoạt đầu dò và tên lửa cố gắng khóa mục tiêu. Nếu tín hiệu đủ mạnh và mục tiêu nằm trong thông số phù hợp, đèn báo hiệu sẽ sáng lên, kèm theo âm thanh liên tục. Xạ thủ có 0,8 giây để điều chỉnh góc dẫn hướng trước khi kích hoạt nguồn điện trong tên lửa và động cơ phóng bắt đầu hoạt động.
Nếu mục tiêu nằm ngoài thông số cho phép, tín hiệu từ đèn và âm thanh sẽ yêu cầu xạ thủ điều chỉnh lại hướng nhắm.
Khi phóng, động cơ đẩy tiêu hao hoàn toàn trước khi tên lửa rời khỏi ống phóng với vận tốc 32 m/s (100 ft/s), đồng thời quay với tốc độ khoảng 20 vòng mỗi giây. Sau khi rời khỏi ống, các cánh lái phía trước và cánh đuôi phía sau mở ra. Một cơ chế tự hủy được kích hoạt, đảm bảo tên lửa tự hủy sau 14–17 giây nếu không trúng mục tiêu để tránh rơi xuống đất.

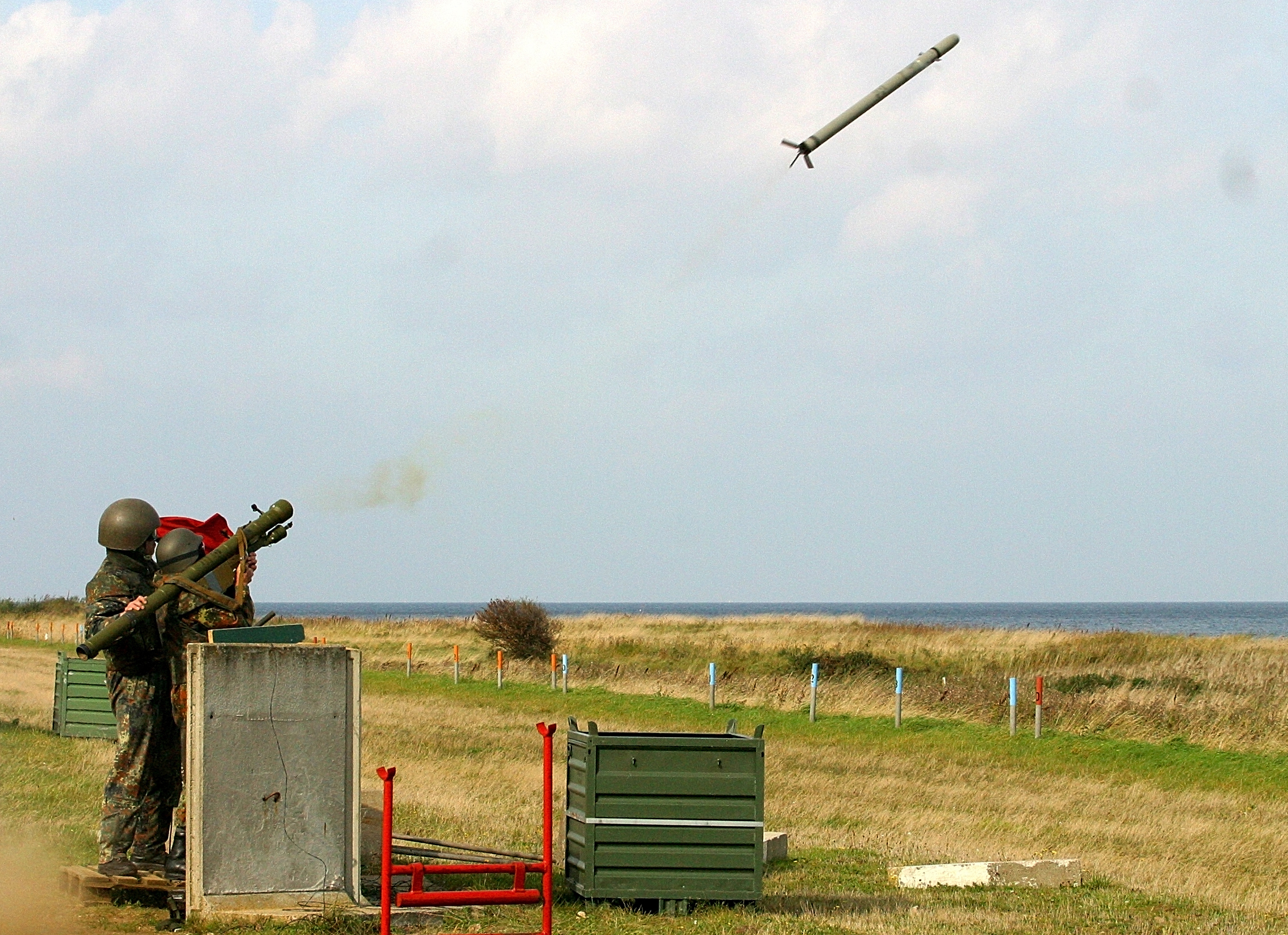
Hệ thống Strela ngay sau khi phóng, các cánh đã mở ra và chuẩn bị kích hoạt động cơ duy trì

Khi cách xạ thủ khoảng 5,5 mét, tức 0,3 giây sau khi rời khỏi ống phóng, động cơ duy trì được kích hoạt, đưa tên lửa lên vận tốc 430 mét trên giây (1.400 ft/s; 960 mph) và duy trì tốc độ này. Khi đạt vận tốc tối đa, khoảng cách 120 mét từ xạ thủ, cơ chế an toàn cuối cùng được vô hiệu hóa, và tên lửa hoàn toàn sẵn sàng hoạt động. Tổng thời gian cháy của động cơ phóng là 0,5 giây, và động cơ duy trì cháy trong 2,0 giây.
Đầu dò hồng ngoại thụ động bằng chì sunfua không làm mát của tên lửa phát hiện bức xạ hồng ngoại có bước sóng dưới 2,8 μm, với trường nhìn 1,9 độ và khả năng theo dõi với tốc độ góc 9 độ/giây. Đầu dò sử dụng nguyên tắc đo cường độ hồng ngoại với lưới xoay, giúp nó định vị mục tiêu. Tuy nhiên, thiết kế này tạo ra một "vùng chết" ở giữa lưới, nơi không thể phát hiện tín hiệu. Điều này dẫn đến hiện tượng tên lửa lắc lư khi tiếp cận mục tiêu, làm giảm tầm bắn và vận tốc do mất năng lượng.

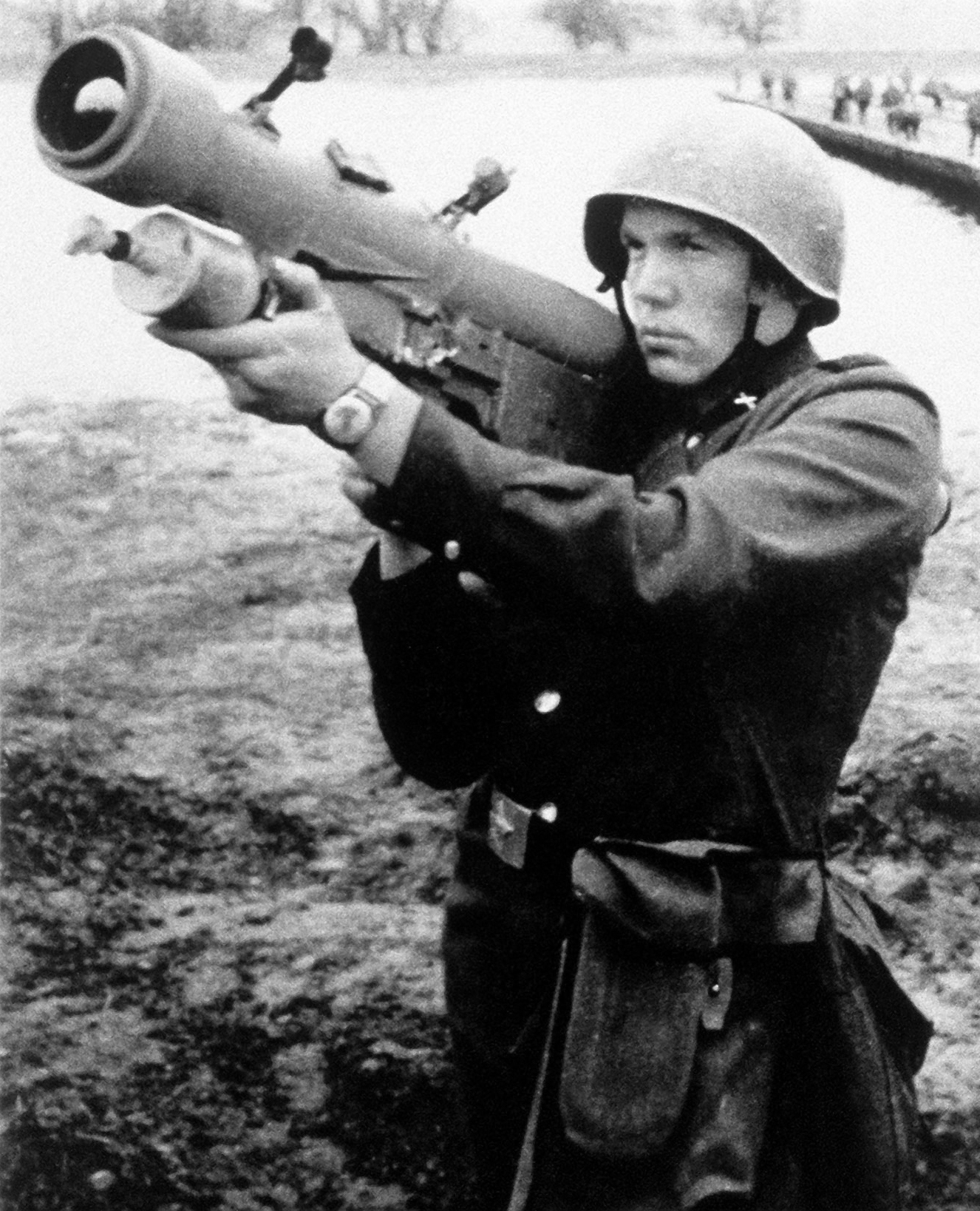
Một binh sĩ Liên Xô với hệ thống phóng Strela

Hệ thống dẫn đường của SA-7 sử dụng nguyên tắc hội tụ tỉ lệ, hay còn gọi là logic góc quay. Theo đó, đầu dò điều chỉnh tên lửa theo hướng xoay của đầu dò, thay vì hướng mà nó đang chỉ, đảm bảo tên lửa đi theo quỹ đạo giao cắt với mục tiêu di chuyển thẳng.

## Lịch sử tham chiến

### Trung Đông
Trong giai đoạn 1969-1970, quân đội Ai Cập tuyên bố đã tiêu diệt được 36 máy bay Israel với 99 lần phóng SA-7. Nó bắn hạ mục tiêu đầu tiên là một chiếc A-4 Skyhawk của Israel. Trong chiến tranh Yom Kippur năm 1973, SA-7 đã bắn hạ từ 7 tới 18 máy bay Israel.
Trong giai đoạn từ 1978 đến 1986, SA-7 của Syria và của du kích Palestine đã bắn rơi 04 máy bay (01 chiếc Kfir, 1 chiếc F-4, 2 chiếc A-4), 03 chiếc máy bay lên thẳng (2 chiếc AH-1 Cobra, 1 chiếc UH-1) của Không quân Israel và 01 chiếc máy bay cường kích hải quân A-7 (số hiệu 157486) của Không quân hải quân Mỹ.
Strela-2 của Lybia có thể đã hạ 01 chiếc MiG-21 của Ai Cập vào tháng 7/1977, và 01 chiếc Specat Jaguar của Pháp tháng 5/1978.
Trong chiến dịch "Bão táp sa mạc", Strela-2 của Iraq bắn rơi 1 chiếc Panavia Tornado của Anh, 01 chiếc AC-130 của Không quân Mỹ, 01 chiếc AV-8 Harrier của Không quân hải quân Mỹ.
Tháng 5-6/1997, quân người Kurd đã dùng Strela-2 bắn rơi 2 máy bay lên thẳng loại AH-1W và AS-532UL của Thổ Nhĩ Kỳ.
Trong chiến tranh Iraq lần thứ hai, trong tháng 1/2006, các chiến binh Iraq đã dùng Strela-2 bắn hạ 1 chiếc máy bay trực thăng chiến đấu AH-64 Apache của Không quân lục quân Mỹ.
Cuối năm 2015, một chiếc F-16 của Không quân Mỹ đã bị du kích Taliban bắn trúng bởi SA-7, chiếc F-16 bị hư hại nặng, phải vứt bỏ vũ khí, thùng xăng và hạ cánh khẩn cấp tại sân bay gần đó.

### Tại Việt Nam
Tên lửa vác vai 9K32 Strela-2 (có nghĩa là mũi tên) được trang bị cho Quân đội Nhân dân Việt Nam từ năm 1972 và được gọi với cái tên A-72. Tên lửa Strela 2 với đặc điểm gọn nhẹ, dễ cơ động, khả năng sát thương cao đã trở thành hiểm họa của máy bay tầm thấp, đặc biệt là máy bay không người lái, máy bay vận tải và trực thăng. Theo thống kê của Nga, đã có 589 quả SA-7 được phóng tại Việt Nam trong giai đoạn 1972-1975, trong đó 204 quả đã bắn trúng đích (tỷ lệ trúng đích 29,5%). Một nguồn khác thống kê trong 3 năm, Tiểu đoàn phòng không 172 trang bị A-72 (thuộc Trung đoàn 64, sư đoàn 361 Quân chủng Phòng Không - Không quân) đã đánh 484 trận, phóng 408 tên lửa, diệt 157 máy bay (134 chiếc rơi tại chỗ), bao gồm 34 chiếc bị hạ trong Chiến dịch Hồ Chí Minh, đạt hiệu suất tiêu diệt 37,5%, cao hơn so với tính toán thiết kế là 30%. Trong tiểu đoàn 172 có hàng chục xạ thủ hạ được từ 4 máy bay trở lên, xạ thủ cao nhất hạ tới 16 máy bay. 17 cán bộ, chiến sĩ Tiểu đoàn 172 đã được phong tặng danh hiệu Anh hùng Lực lượng vũ trang nhân dân.
Từ đầu năm 1972 đến tháng 1/1973, các chiến sĩ Việt Nam đã dùng Strela-2 bắn hạ 29 máy bay Mỹ (01 chiếc F-4, 7 chiếc O-1, 03 chiếc O-2, 04 chiếc OV-10, 09 chiếc A-1, 04 chiếc A-37) và 14 máy bay lên thẳng (01 chiếc CH-47, 04 chiếc AH-1, 09 chiếc UH-1) Đây mới chỉ là số liệu mà Mỹ công nhận, con số thực tế chắc chắn là cao hơn (vì Mỹ chưa tính số máy bay của không quân Sài Gòn bị bắn rơi, cũng chưa tính số máy bay bị trúng tên lửa hư hại nặng nhưng quay về được sân bay).
Trong một bài viết của của hai tác giả Zhirohova Michael và Alexander Kotlobovskiy có thống kê các thành tích của A-72 chống lại máy bay trực thăng chiến đấu của Mỹ tại khu vực An Lộc: 25 lần phóng tên lửa đã bắn hạ 18 máy bay trực thăng, đặc biệt là ngày 12/5/1972 tại khu vực An Lộc, trong vòng một tiếng rưỡi 5 máy bay trực thăng AH-1 Cobra trúng tên lửa và bị bắn rơi. Ngày 15/6/1972, A-72 làm nên phát bắn gây thiệt hại nặng nhất về người cho không quân Mỹ: 1 chiếc AC-130A bị A-72 bắn trúng, chiếc máy bay nặng gần 80 tấn bị rơi và giết chết toàn bộ 12 thành viên phi hành đoàn.
Sự xuất hiện của A-72 đã gây một áp lực tâm lý nặng nề cho phi công Mỹ, nhất là phi công trực thăng. Tại miền Nam trước năm 1972, quân Giải phóng chỉ có thể bắn máy bay Mỹ bằng súng máy, phi công Mỹ chỉ cần bay cao hơn 800 mét là khá an toàn. Chỉ những lúc trực thăng Mỹ bay thấp thì mới dễ bị bắn, nhưng trực thăng bị trúng một vài phát đạn súng máy thì cũng chưa chắc đã rơi, và nếu có rơi thì phi công Mỹ vẫn có tỷ lệ sống sót khá cao. Nhưng tên lửa A-72 thì có thể bắn trúng mục tiêu ở độ cao tới 2.300 mét, vượt quá trần bay của đa số trực thăng thời đó, và chỉ cần 1 quả đánh trúng trực thăng thì sức nổ của nó sẽ ngay lập tức giết chết phi công hoặc khiến trực thăng bốc cháy dữ dội, khiến tỷ lệ sống sót của phi công là rất thấp. Theo 1 thống kê đối với 9 trực thăng Mỹ trúng tên lửa vào năm 1972, chỉ có 2 tổ phi công (lái loại AH-1 Cobra) là may mắn thoát chết.
Ngày 28/1/1973, Hiệp định Paris có hiệu lực. Tháng 7/1973, có 22 lần quân đội Việt Nam sử dụng tên lửa A-72, bắn rơi 7 máy bay của không quân Sài Gòn (theo William Le Gros, "Vietnam: Cease Fire To Capitulation"): 1 chiếc A-37 và 1 chiếc UH-1 ở Quảng Trị, 2 chiếc A-1 và 1 chiếc F-5 ở Bình Long, 1 chiếc A-1 ở Tiên Phước, 1 chiếc UH-1 và 1 chiếc CH–47 ở Biên Hòa. Theo thống kê của trang globalsecurity.org, tính tổng số từ tháng 1/1973 đến mùa hè 1974, số máy bay của quân đội Sài Gòn bị A-72 bắn rơi là 17 chiếc: 5 máy bay A-1; 5 chiếc A-37; 1 chiếc AC-119; 1 chiếc F-5; 3 chiếc UH-1; 2 chiếc CH-47. Báo cáo chính thức của tùy viên quân sự Đại sứ quán Mỹ cung cấp là quân đội Sài Gòn tổn thất 23 máy bay chiến đấu bởi A-72. Từ 28/1/1973 đến cuối 31/12/1974, tổng số máy bay bị A-72 bắn rơi lên đến 28 máy bay, trong đó có ít nhất một chiếc AC-119. Đó là còn chưa tính số máy bay bị trúng tên lửa hư hại nặng nhưng quay về được sân bay.
Các xạ thủ A-72 tiêu biểu:
- Ngày 11 tháng 5 năm 1972, Chiến sĩ Nghiêm Xuân Đán, người xã Tri Chỉ (Phú Xuyên, Hà Nội), là người Việt Nam đầu tiên bắn rơi máy bay bằng tên lửa A-72 trong trận đánh tại Núi Gió, gần Thị xã Bình Long. Trong ngày hôm đó, với 2 quả tên lửa ông đã bắn rơi 2 máy bay OV-10.
- Chiến sĩ Nguyễn Ngọc Chiến, khi mới vào chiến trường, cả 6 lần phóng tên lửa đầu tiên đều không trúng. Ông đã cùng đồng đội rút kinh nghiệm, tìm hiểu quy luật của từng loại máy bay để tìm ra chiến thuật bắn hợp lý. Từ năm 1974-1975, chỉ với 5 quả tên lửa A-72, ông đã diệt 6 máy bay, đủ loại C-47, C-123, CH-54, UH-1A... Tại Mộc Hóa, Kiến Tường, bằng một quả A-72, ông Chiến đã diệt 2 máy bay (chiếc CH-46 bị trúng đạn nổ văng thành nhiều mảnh khiến chiếc UH-1A bay bên cạnh cũng bị rơi theo). Ngoài ra, còn có liệt sĩ Hoàng Anh Quyết cũng lập thành tích 1 tên lửa hạ 2 máy bay.
- Xạ thủ Nguyễn Văn Thoa (sinh năm 1952, ngụ tại thôn Cao Bình, xã Cao Đại, huyện Vĩnh Tường, tỉnh Vĩnh Phúc) đã sử dụng SA-7 tiêu diệt 13 máy bay địch. Bằng 18 quả tên lửa trong 6 trận đánh, ông hạ được 13 chiếc máy bay. Ngoài máy bay trinh sát L-19, trực thăng chiến đấu HU-1A còn có cả máy bay ném bom CH-54, máy bay vận tải hạng nặng C-130. Ông Thoa cũng là người bắn hạ chiếc máy bay địch cuối cùng trong chiến tranh: bắn hạ chiếc máy bay C-130 tại xã Tân Thới Hiệp, Hóc Môn (phía bắc Sân bay Tân Sơn Nhất) vào lúc 9 giờ 30 phút, ngày 30/4/1975[22] Nguyễn Văn Thoa được tặng thưởng 13 huy hiệu Dũng sĩ diệt Mỹ, 3 Huân chương chiến công và danh hiệu Anh hùng Lực lượng vũ trang nhân dân[23]
- Các xạ thủ A-72 Việt Nam có thành tích cao nhất gồm có: Hoàng Văn Quyết (bắn rơi 16 máy bay), Nguyễn Văn Thoa (bắn rơi 13 máy bay), Nguyễn Đắc Luận (bắn rơi 9 máy bay), Trần Văn Xuân (bắn rơi 8 máy bay), Trần Quang Thắng (bắn rơi 7 máy bay)... Với 16 máy bay, Hoàng Văn Quyết hiện đang giữ kỷ lục thế giới về số lượng máy bay mà 1 người lính bộ binh bắn hạ được trong thực chiến.

Riêng Tiểu đoàn 172 tên lửa A-72 đã có 17 cán bộ, chiến sĩ được phong tặng, truy tặng danh hiệu Anh hùng Lực lượng vũ trang nhân dân. Dưới đây là danh sách chưa đầy đủ, gồm:
- Đại đội 3 tiểu đoàn 172 (được Phong tặng đanh hiệu Đơn vị Anh hùng năm 1976):
  - Bùi Anh Tuấn (dùng 5 tên lửa bắn rơi 6 máy bay, hy sinh ngày 10/3/1973)
  - Hoàng Văn Quyết (bắn rơi 16 máy bay, kỷ lục về số máy bay bắn hạ được)
  - Trần Văn Xuân (bắn rơi 8 máy bay)
  - Phan Kim Kỳ (bắn rơi 6 máy bay)
  - Nguyễn Văn Thoa (bắn rơi 13 máy bay)
  - Nguyễn Ngọc Chiến (bắn rơi 6 máy bay)
  - Nguyễn Quang Lộc (bắn rơi 5 máy bay)
- Đại đội 4 tiểu đoàn 172 (bắn rơi 56 máy bay Mỹ, được Phong tặng danh hiệu Đơn vị Anh hùng năm 2018):
  - Vũ Danh Tòng
  - Nguyễn Văn Toản (bắn rơi 5 máy bay)
  - Trần Quang Thắng (bắn rơi 7 máy bay)

Trong xung đột ở biên giới Thái Lan các năm 1983-1985, quân Việt Nam dùng Strela-2 hạ thêm ít nhất là 02 chiếc máy bay cường kích A-37 của Không quân Thái Lan.

## Các quốc gia sử dụng
- Nga
- Afghanistan
- Ai Cập
- Albania
- Algérie
- Ấn Độ (đã ngừng sử dụng)
- Angola
- Armenia
- Ba Lan (đã ngừng sử dụng)
- Botswana
- Bénin
- Bulgaria
- Burkina Faso
- Campuchia
- Croatia (đã ngừng sử dụng)
- Cuba
- Cộng hòa Séc
- Đông Đức

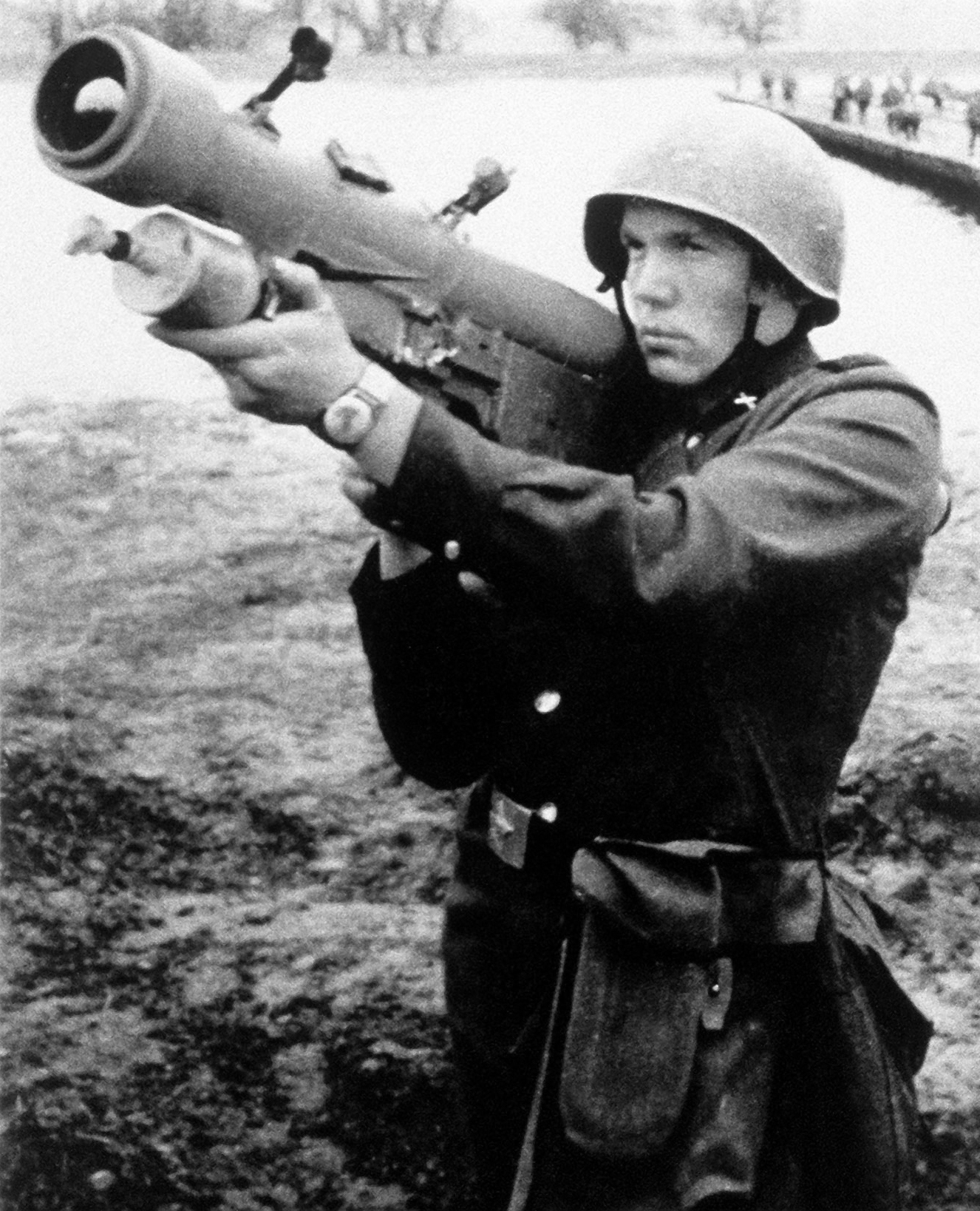
Một người lính với ống phóng Strela.

- Đức (chuyển từ quân đội Đông Đức cũ, đã ngừng sử dụng)
- El Salvador [24]
- Ethiopia
- Ghana
- Gruzia
- Guiné-Bissau
- Hungary (đã ngừng sử dụng)
- Indonesia
- Ireland (Quân đội Cộng hòa Ailen)
- Iran (thay thế bằng Misagh-2)
- Iraq
- Kuwait
- Lào
- Liban
- Libya
- Bắc Macedonia
- Maroc
- Mauritanie
- Mông Cổ
- Mozambique
- Nam Tư
- Nicaragua
- Pakistan
- Perú
- Phần Lan (đã ngừng sử dụng)
- România (sử dụng phiên bản nội địa CA-94)
- Serbia
- Sierra Leone
- Síp (đã ngừng sử dụng)
- Slovakia
- Somalia
- Somaliland
- Sudan
- Syria
- Tanzania
- Thổ Nhĩ Kỳ
- Tiệp Khắc
- CHDCND Triều Tiên
- Trung Quốc
- Ukraina
- Việt Nam
- Nam Yemen
- Zambia
- Zimbabwe
- Một số tổ chức khủng bố, dân quân.

## Đã từng sử dụng
- Liên Xô Chuyển cho các nước Xã hội Chủ nghĩa và giao cho tất cho Nga